# Напуљски залив
Напуљски залив (итал. Golfo di Napoli) је залив који се налази на југу Италије. Широк је 32 км. Поред највеће луке Напуља, ту се налазе још и Поцуоли, Кастеламаре ди Стабија и Соренто. На улазу у залив се налазе острва Искија, Капри и Прочида. У античко време је био познат као Sinus Cumanus.